# Centro Cultural y Deportivo El Tanque Sisley
Maillots
Le Centro Cultural y Deportivo El Tanque Sisley est un club uruguayen de football basé à Montevideo. Raul Moller y est l'entraineur depuis fin août 2011.

## Historique
- 1955 : fondation du club sous le nom de Centro Atlético El Tanque
- 1981 : fusion avec le Club Cultural y Deportivo Sisley en Centro Cultural y Deportivo El Tanque Sisley

## Palmarès
- Championnat d'Uruguay de deuxième division
  - Champion : 1981, 1990